# Пакенем, Томас, 2-й граф Лонгфорд
Томас Пакенем, 2-й граф Лонгфорд (англ. Thomas Pakenham, 2nd Earl of Longford; 14 мая 1774 — 28 мая 1835) — англо-ирландский пэр. Он был известен как лорд Лонгфорд с 1792 по 1794 год.

## Предыстория
Родился 14 мая 1774 года. Старший сын Эдварда Пакенем, 2-го барона Пакенема (1743—1792), и Кэтрин Роули (1748—1816), дочери ирландского политика Геркулеса Лэнгфорда Роули.
Его сестра, достопочтенная Кэтрин Пакенем (1773—1831), была женой Артура Уэлсли, 1-го герцога Веллингтона. Родители Кэтрин сначала отказался позволить им пожениться, поскольку будущий герцог был тогда младшим сыном без гроша и мало перспектив.
3 июня 1792 года после смерти своего отца Эдварда Пакенема, 2-го барона Лонгфорда (1743—1792), Томас Пакенем унаследовал титул 3-го барона Лонгфорда из графства Лонгфорд (Пэрство Ирландии), а также Пакенем-холл (также известный как замок Таллиналли).
27 января 1794 года после смерти своей бабки, Элизабет Пакенем, 1-й графини Лонгфорд (1719—1794), Томас Пакенем унаследовал титул 2-го графа Лонгфорда (Пэрство Ирландии).

## Карьера
Граф Лонгфорд был одним из первых 28 ирландских пэров-представителей, избранных в первый союзный парламент 2 августа 1800 года. Он поддержал Акт об унии 1800 года и, как и большинство ирландской аристократии. В декабре 1813 года лорд Лонгфорд стал кавалером Ордена Святого Патрика .
17 июля 1821 года для него был создан титул барона Силчестера из Силчестера в графстве Саутгемптон (Пэрство Соединённого королевства), что дало ему и его потомкам автоматическое место в Палате лордов Великобритании. Он использовал свое влияние, чтобы решительно, но безуспешно противостоять католической эмансипации.

## Семья
23 января 1817 года лорд Лонгфорд женился на леди Джорджиане Эмме Шарлотте Лайгон (? — 12 февраля 1880), дочери Уильяма Лайгона, 1-го графа Бошана, и Кэтрин Денн. У них было восемь детей:
- Эдвард Майкл Пакенем, 3-й граф Лонгфорд (30 октября 1817 — 27 марта 1860), старший сын и преемник отца[1].
- Генерал Уильям Лайгон Пакенем, 4-й граф Лонгфорд (31 января 1819 — 19 апреля 1887)
- Контр-адмирал достопочтенный Томас Александр Пакенем (3 марта 1820 — 5 января 1889), отец адмирала сэра Уильяма Пакенема.
- Достопочтенный Чарльз Реджинальд Пакенем (21 сентября 1821 — 1 марта 1857)
- Преподобный Достопочтенный Генри Роберт Пакенем (26 сентября 1822 — апрель 1856)
- Майор достопочтенный Фредерик Бошан Пакенем (25 сентября 1823 — 15 февраля 1901)
- Леди Джорджина София Пакенем (ок. 1828 — 26 марта 1909), в 1848 году она вышла замуж за Уильяма Сесила, 3-го маркиза Эксетера.
- Достопочтенный Сэр Фрэнсис Джон Пакенем (29 февраля 1832 — 29 января 1905), дипломат.

Лорд Лонгфорд скончался в мае 1835 года в возрасте 61 года, и ему наследовал его старший сын Эдвард. Второй сын Лонгфорда, Уильям, который позднее унаследовал графство от своего старшего брата, был генералом британской армии. Графиня Лонгфорд пережила своего мужа более чем на 40 лет и умерла в феврале 1880 года.